# Мокајана
Мокајана је насеље у Италији у округу Перуђа, региону Умбрија.
Према процени из 2011. у насељу је живело 337 становника. Насеље се налази на надморској висини од 416 м.